# St. Christoph (Mainz)

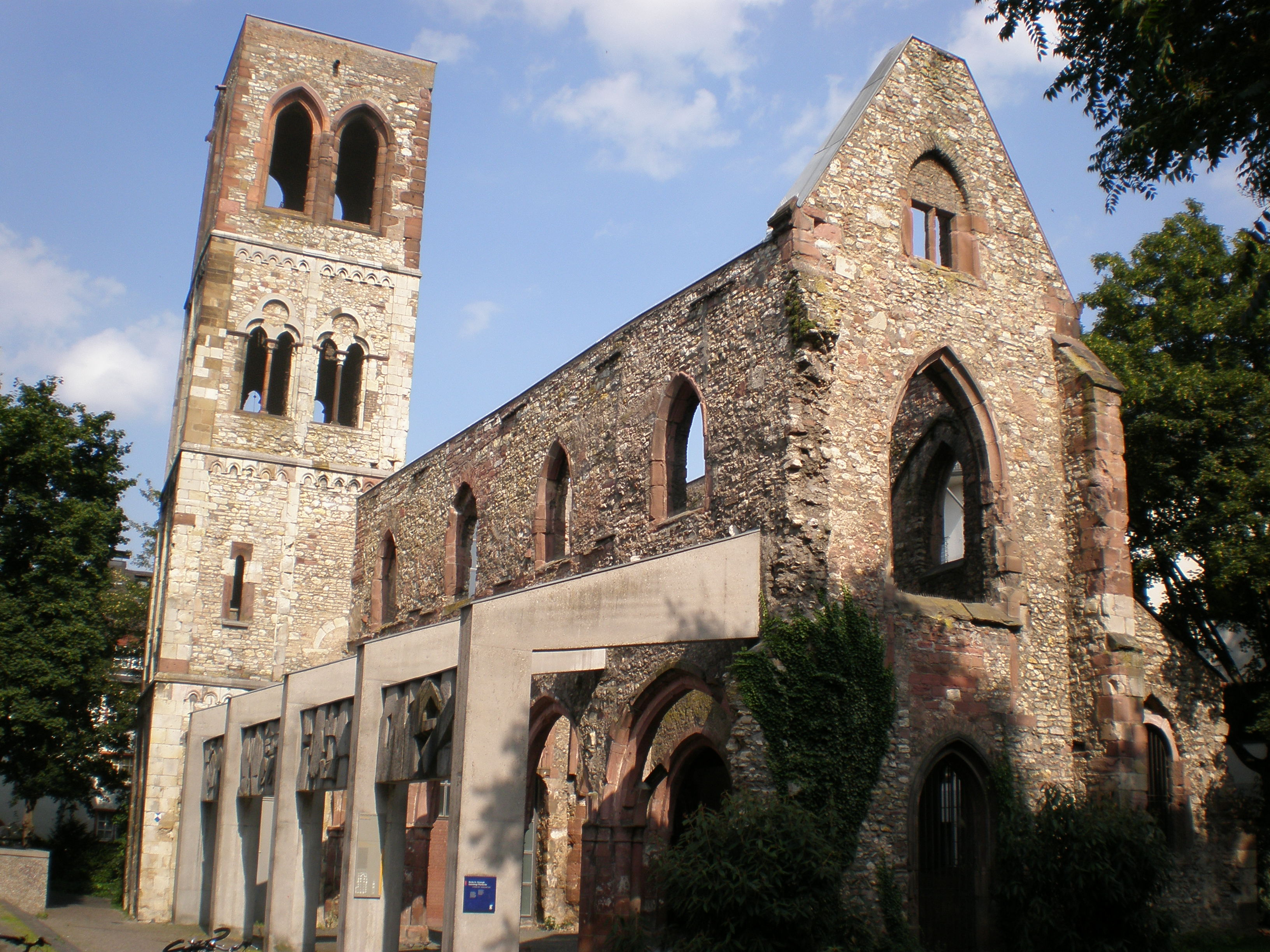
Ansicht von Nordwesten (2009)

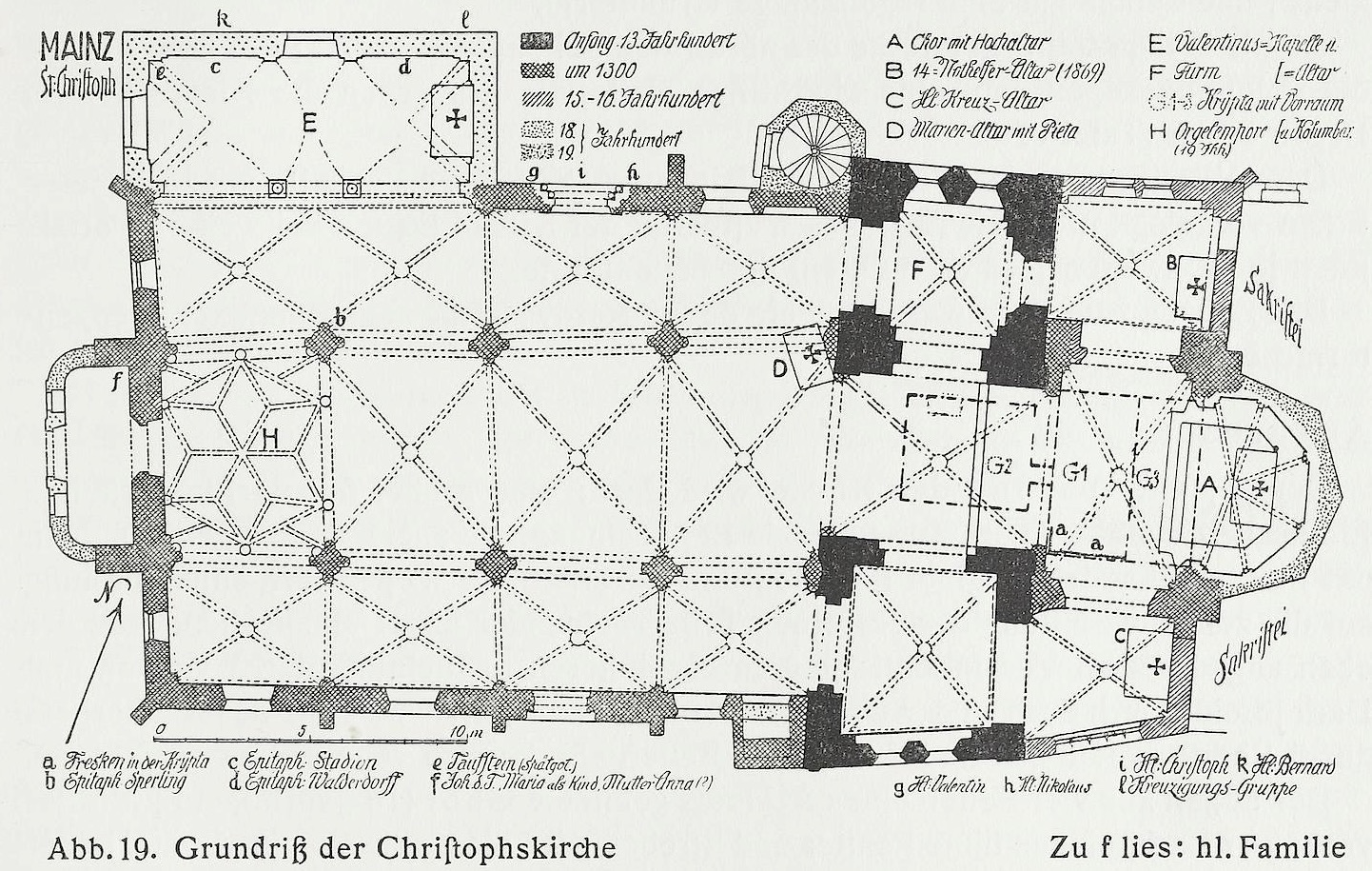
Grundriss (Zustand 1940)

St. Christoph ist eine frühgotische Kirche in der Christofsstraße und beim Karmeliterplatz in der Altstadt von Mainz. In der zwischen 1240 und 1330 erbauten Kirche wurde Johannes Gutenberg getauft. Die Ruine von St. Christoph ist heute eines von mehreren Kriegsmahnmalen der Stadt Mainz, sie erinnert an die Opfer und die Zerstörung der Stadt im Zweiten Weltkrieg, so unter anderem an die Luftangriffe des 27. Februar 1945.

## Beschreibung
St. Christoph ist eine dreischiffige Basilika. Das Langhaus ist vier Joche lang, der Chor ist ein Joch lang und verfügt über eine Apsis als Fünfachtelschluss (von innen betrachtet), während sie außen nur aus vier Seiten eines Achtecks gebildet wird. Zwischen Chor und Langhaus befindet sich ein einjochiger Querbau, dessen nördlicher Teil ein Turm ist. An die westlichen zwei Joche des nördlichen Seitenschiffs schloss sich ehemals die Valentinuskapelle an.

## Geschichte

Foto aus dem frühen 20. Jahrhundert

Am 11. Februar 893 schenkte König Arnulf dem Stift St. Maximin in Trier mehrere Dörfer und eine Kapelle. Diese Kapelle wird in der Forschung meistens auf St. Christoph bezogen, da diese im 12. Jahrhundert dem Patronat von St. Maximin unterstand. Am 1. Januar 912 bestätigte König Karl III. von Frankreich diese Schenkung. Am 6. Mai 1140 bestätigte Papst Innozenz II. das Patronat über die Christophskirche dem Stift St. Maximin. 1272 wurde St. Christoph als Pfarrkirche erwähnt. 1330 wurde die zu St. Christoph gehörige Michaeliskapelle erstmals urkundlich erwähnt.
Bis auf ihren romanischen Turm mit den Doppelfenstern aus der Zeit um 1240 stammt der heutige Bau aus den Jahrzehnten von etwa 1280 bis 1330.
Um 1400 wurde Johannes Gutenberg in der Kirche getauft. Als achtes Mitglied des Jesuitenordens trat Petrus Canisius am 8. Mai 1543 bei dem wenige Jahre zuvor gegründeten Orden als erster Deutscher ein und legte im Pfarrhaus von St. Christoph sein Gelübde ab. Am 20. April 1568 wurde der Hochaltar neu geweiht zu Ehren Gottes, der Jungfrau Maria und dem Heiligen Christopherus und mehrerer weiterer Heiligen. 1575 wurde die Michaeliskapelle als baufällig bezeichnet. 1667 wurde mit dem Orgelbauer Johann Peter Geissel ein Vertrag über die Lieferung einer neuen Orgel geschlossen.
Von 1687 bis 1700 wurden die Kirche und die Michaeliskapelle umfangreich renoviert. Unter der Leitung des Baurats Johann Peter Jäger wurde 1761–82 der Chor und die Valentinuskapelle abgebrochen und durch diesen wiederaufgebaut. 1773 wurde ein neuer Altar und 1776 eine neue Orgel bestellt. Die Michaeliskapelle wurde 1786 veräußert, nachdem sie erneut baufällig geworden war.
Ab 1868 fand eine Renovierung und Umbau unter der Leitung des Architekten H. Geier statt, nach 1890 wurde eine Sakristei angebaut. 1929 wurde die Kirche erneut renoviert.
Im Zweiten Weltkrieg wurde sie bis auf die Grundmauern zerstört: Während des großen Fliegerangriffs auf Mainz am 12. und 13. August 1942 brannte St. Christoph ab, bei einer erneuten Bombardierung am 27. Februar 1945 brachten Sprengbomben die Gewölbe zum Einsturz.
Die Außenmauern wurden wieder aufgerichtet und auf der Nordseite 1963/64 durch Betonstützen abgesichert, hierbei wurde das neue Strebewerk mit einem Relief des Bildhauers Heinz Hemrich versehen, das symbolische Darstellungen aus der Geschichte der Stadt trägt. Die Kirche ist heute als Mahnmal gestaltet. „Den Toten zum Gedenken/Den Lebenden zur Mahnung“, ist der Text einer in den Boden eingelassenen Gedenktafel.
Direkt neben der Kirche steht das modernste Gutenbergstandbild der Stadt. Es wurde anlässlich des Gutenberg-Jahrs 2000 vom Mainzer Bildhauer Karlheinz Oswald geschaffen. Die Eisenplastik zeigt Gutenberg an der Buchpresse. Gutenberg verwendete zum Buchdruck eine Holzpresse, die von Aufbau, Mechanik und Bedienung an eine Weinpresse erinnert. Die Fenster im Chor und die Glaswand in der Choranlage wurden von Alois Plum gestaltet.
Zum 60. Gedenktag der endgültigen Zerstörung wurde die Beleuchtung von Kirche und Platz im Jahr 2005 neu gestaltet. Hierdurch werden Innen- und Außenzone lichttechnisch voneinander abgesetzt.

## Ausstattung

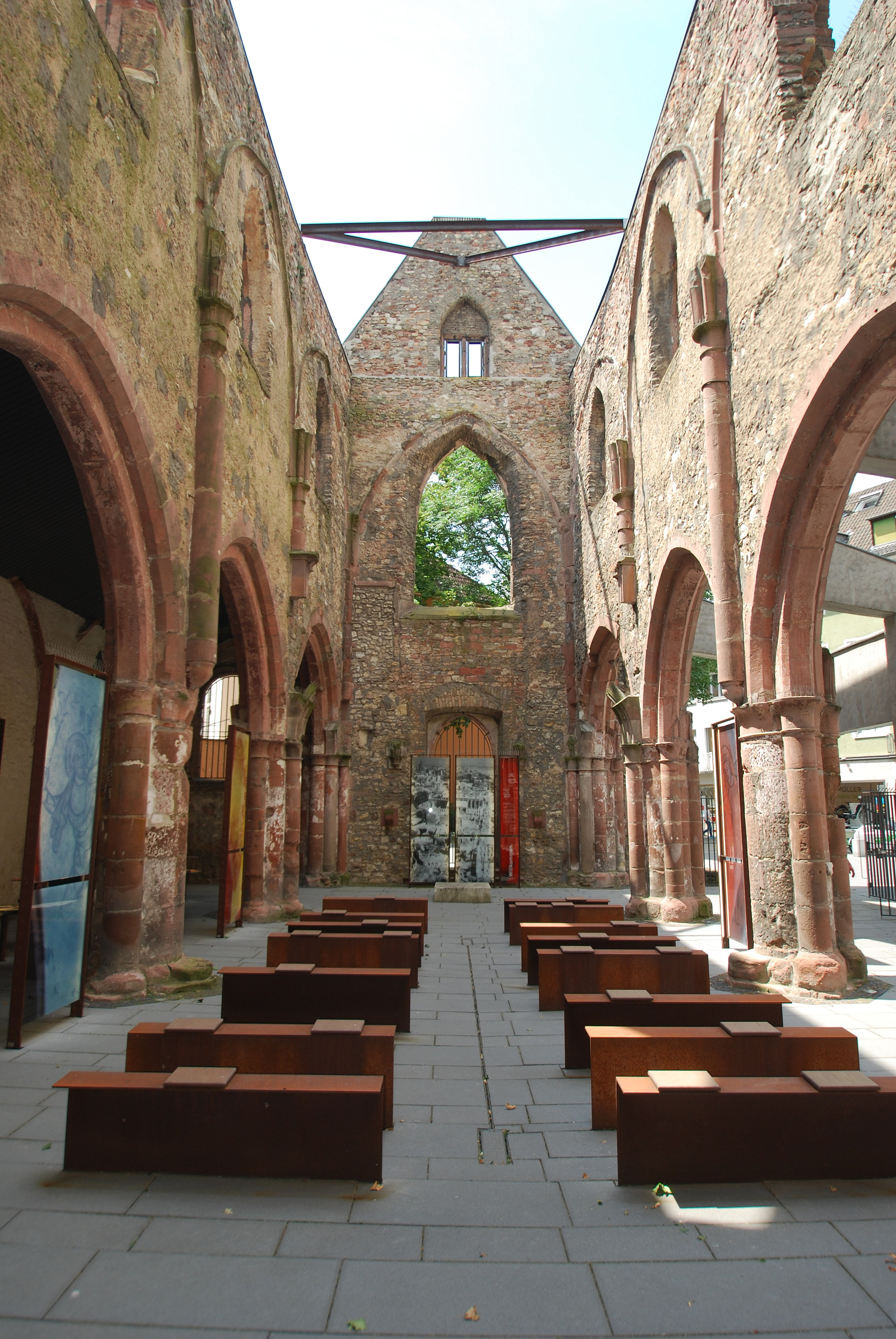
Innenansicht, 2018

Neben gelegentlich wechselnden Gestaltungselementen der römisch-katholischen Cityseelsorge im in reduzierter Form wiederaufgebauten Ostchor findet sich im Untergeschoss des romanischen Turmes eine Kapelle mit Fenstern des Mainzer Glaskünstlers Alois Plum, die von der internationalen orthodoxen Parochie St. Christoph zu ihren überwiegend deutschsprachigen Gottesdiensten genutzt wird – mit schlichter Ausstattung für den byzantinischen Ritus.

### Erhalten

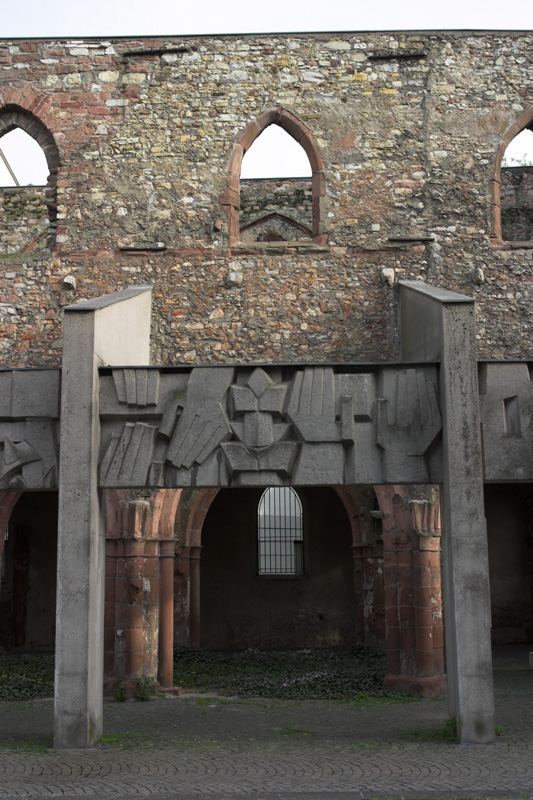
In Gau-Bischofsheim steht die zu Teilen noch erhaltene älteste Orgel im Bistum Mainz, die 1667 von Johann Peter Geissel für die St.-Christoph-Kirche in Mainz gebaut und 1773 nach Gau-Bischofsheim verkauft wurde, wo sie heute in der Pfarrkirche steht.
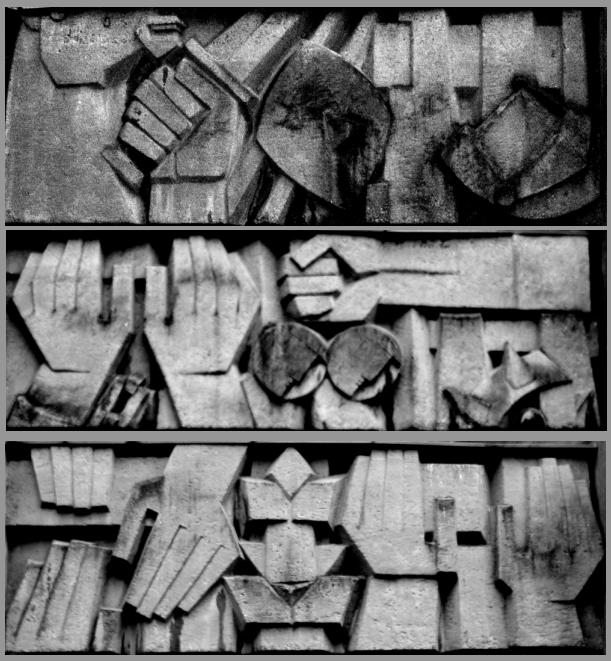
Reliefarbeit von Heinz Hemrich (Zusammenstellung)
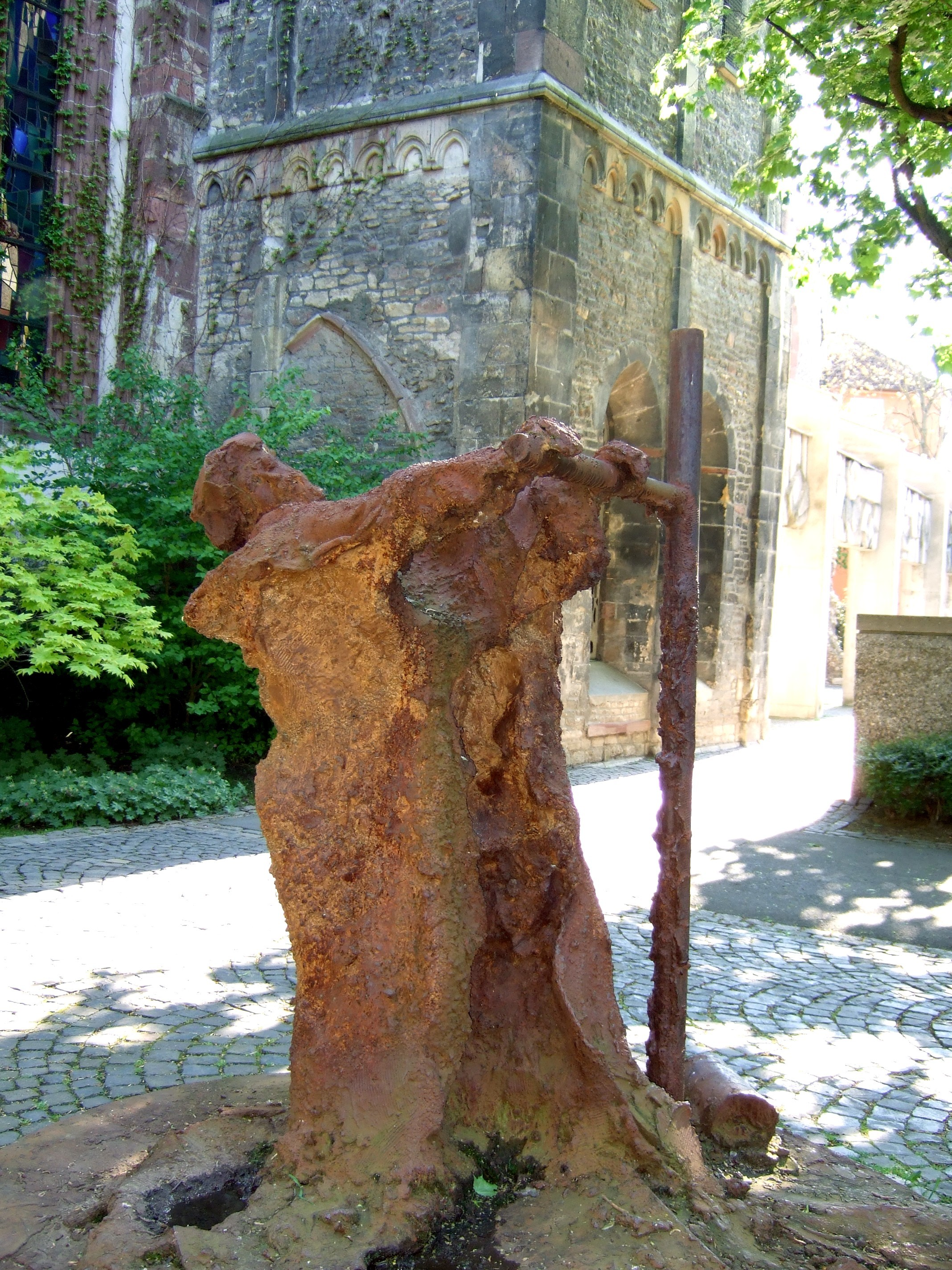
Eiserne Statue Gutenbergs vor St. Christoph
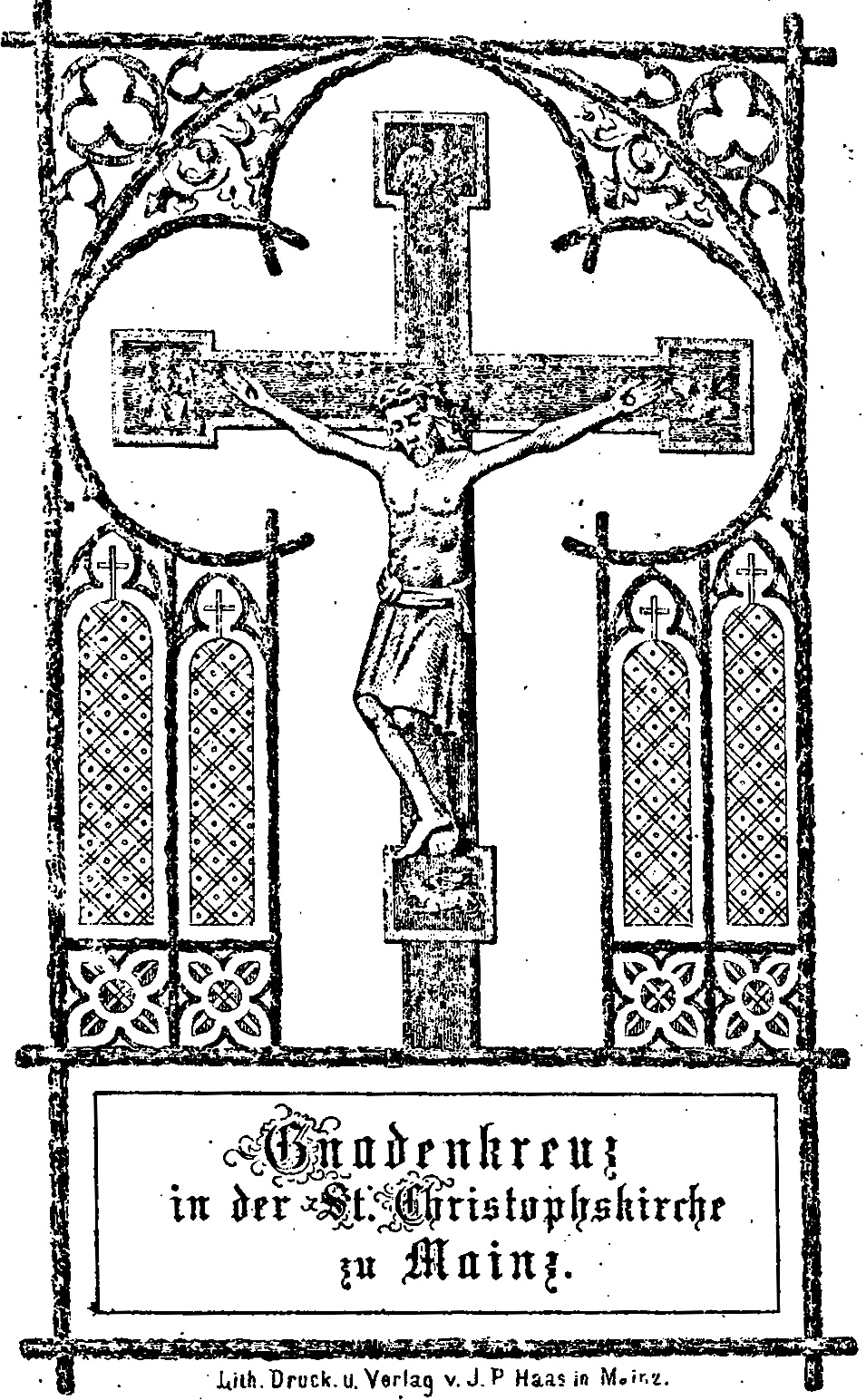
Mainzer Gnadenkreuz, heute im Priesterseminar Mainz (Stich von 1868)

- Im Ostteil befindet sich ein gotisches Taufbecken aus der Zeit Gutenbergs, das von vier Löwenköpfen getragen wird.
- Eine Rokoko-Plastik des heiligen Valentin konnte in den Kriegswirren gerettet werden und wurde in die Karmeliterkirche gebracht. Die Valentinuswallfahrt wurde mit transloziert.
- In der Christophskirche wurde von 1792 bis 1942 ein Gnadenbild, das sogenannte Mainzer Gnadenkreuz, aus dem frühen 14. Jahrhundert verehrt. Es befindet sich heute in der Franziskuskapelle des Priesterseminars.[4]  - St. Christoph – Detailansicht
  - Reliefarbeit von Heinz Hemrich (Zusammenstellung)
  - Eiserne Statue Gutenbergs vor St. Christoph
  - Mainzer Gnadenkreuz, heute im Priesterseminar Mainz (Stich von 1868)